# Pevnosti v Rádžasthánu
Soubor pevností v indickém státě Rádžastán je rozložen převážně v pohoří Aravalli. Doba jejich vzniku je mezi 5. století n. l. a 17.–18. století našeho letopočtu. Obvykle jde o zdí obehnaná centra měst s paláci a chrámy.
Šest z nich se nachází na seznamu světového dědictví UNESCO: Chittorgarh, Kumbhalgarh, Ranthambore, Gagron, Amber, a Džaisalmér.

## Galerie

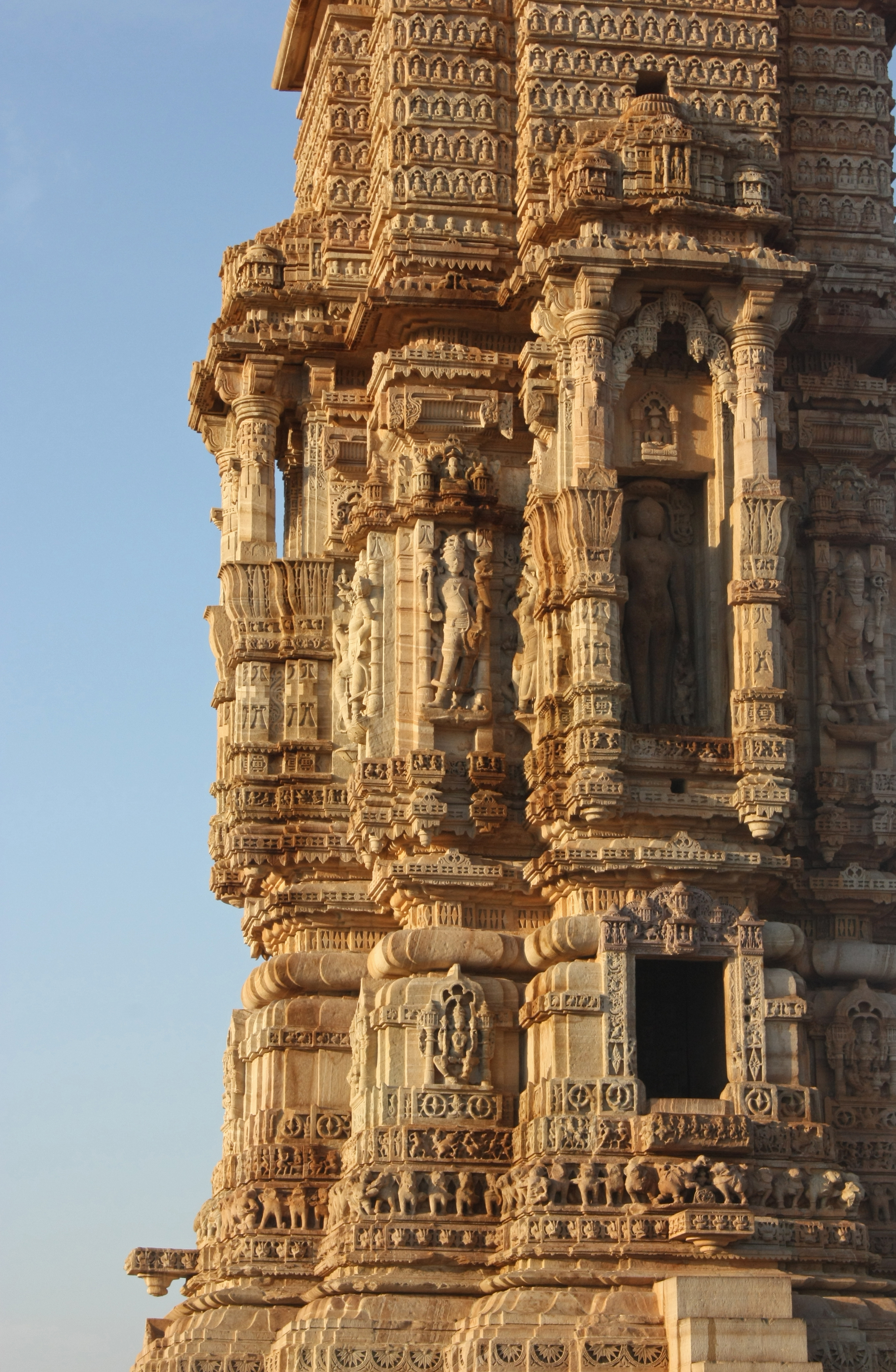
Chittorgarh
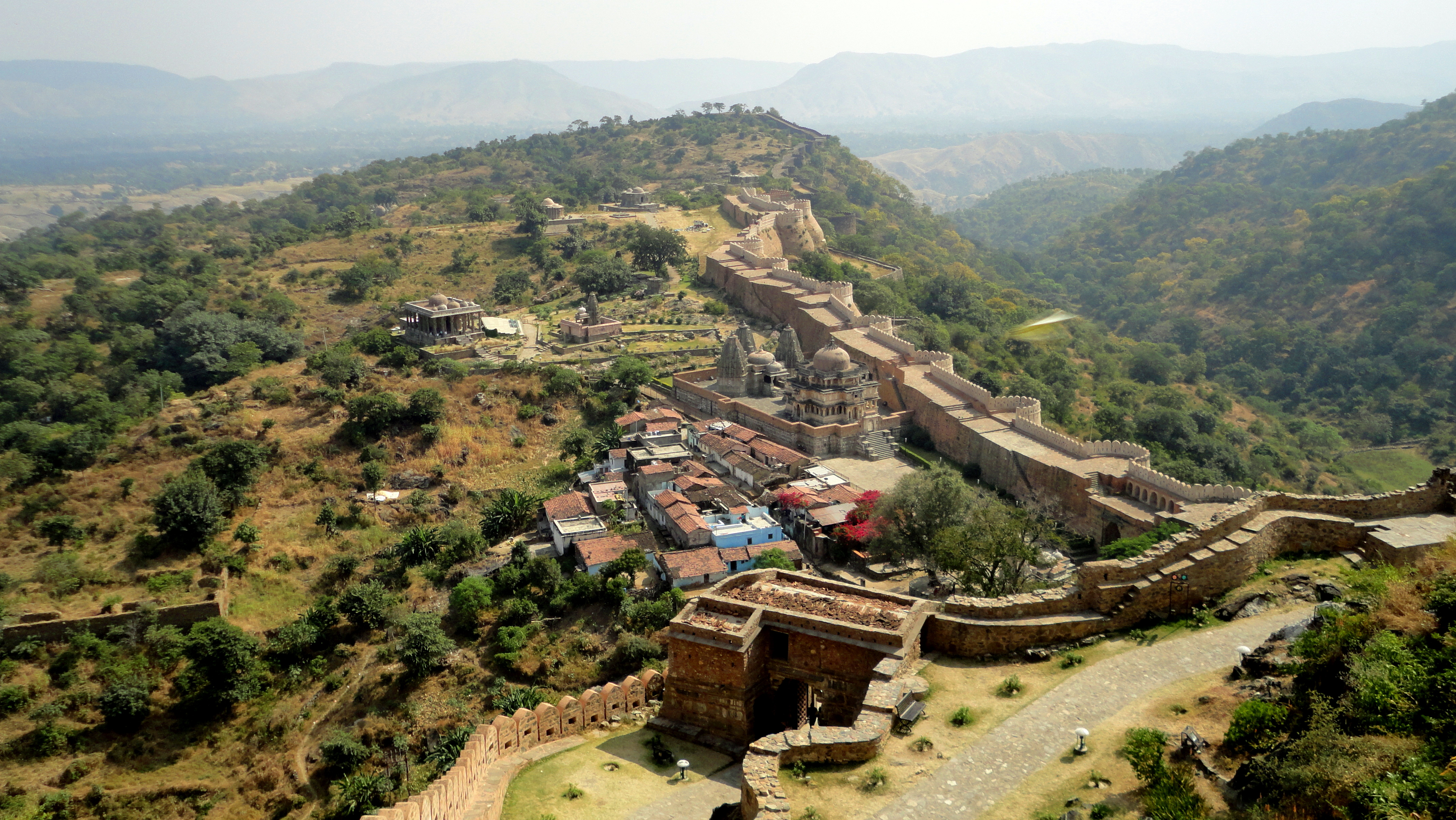
Kumbhalgarh
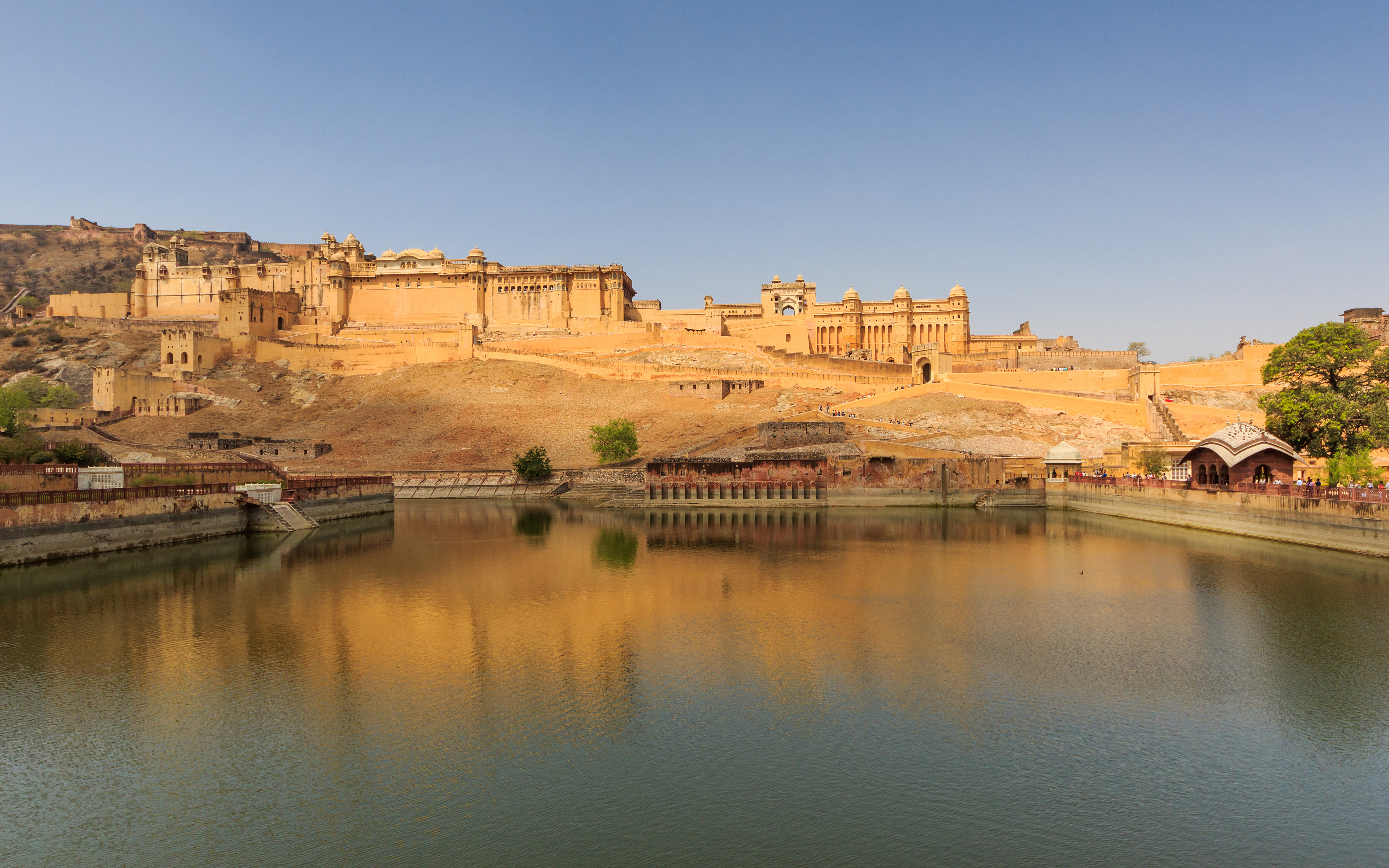
Amber
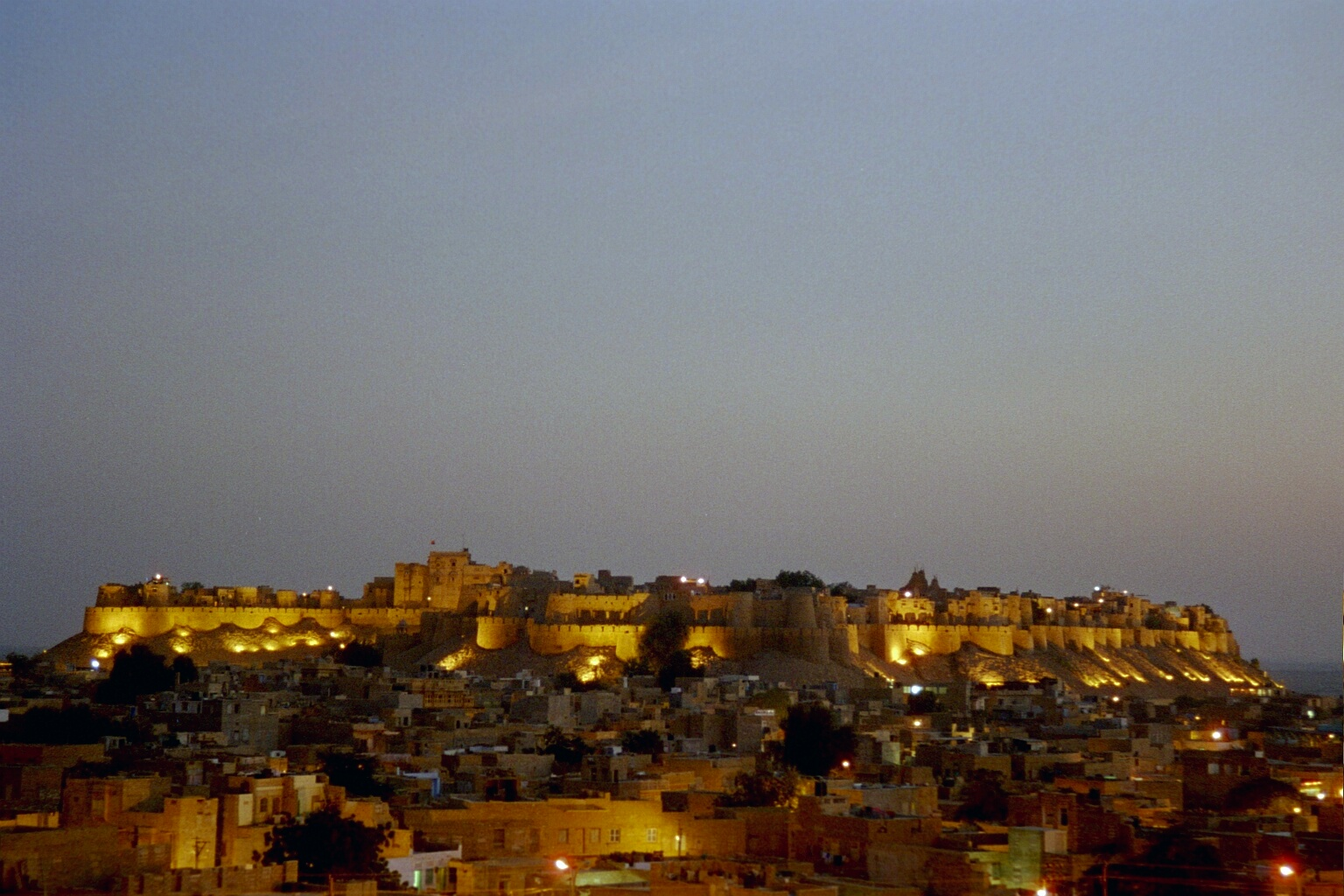
Jaisalmer
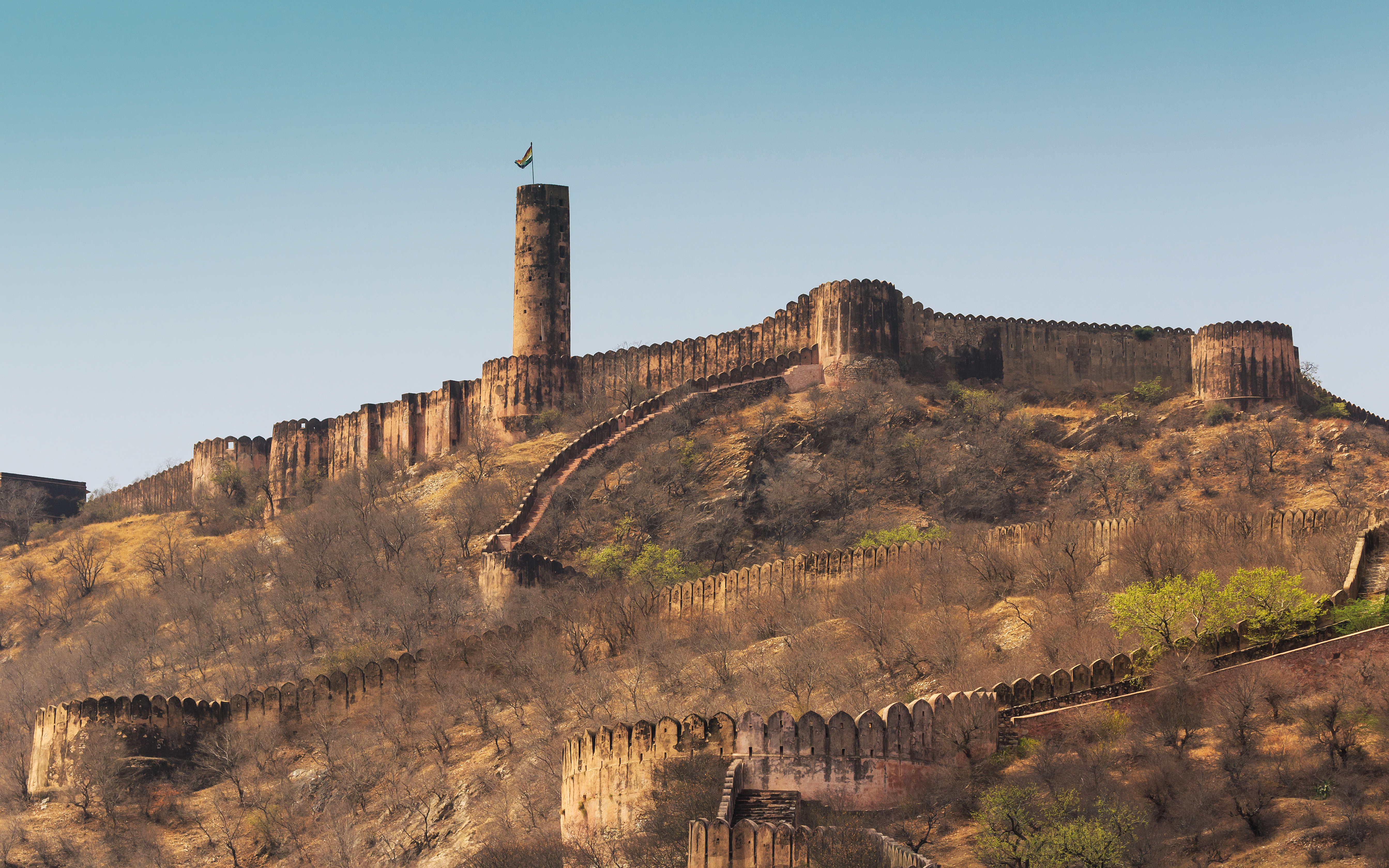
Jaigarh